# Северная конфедерация племён
Северная конфедерация племён (Северная федерация племён, Северный союз племён, Северный суперсоюз) — гипотетическое восточнославянское и финно-угорское межплеменное политическое образование, существовавшее к середине IX века в северной части Восточно-Европейской равнины. В состав конфедерации входили славянские племена словене, кривичи и финно-угорские племена меря, а также, возможно, чудь и весь. Имена кого-либо из лидеров конфедерации доподлинно неизвестны. Согласно русским летописям, племена конфедерации изгнали взимавших с них дань варягов, а затем, после периода усобиц, призвали варягов на княжение во главе с Рюриком.
Е. А. Мельникова считает, что территория конфедерации была одним из регионов, где происходили процессы образования государства. По оценке археолога В. В. Седова, более детальное изучение истории Северной конфедерации племён невозможно без археологических исследований. Конфедерация предшествовала первому русскому государству — государству Рюрика. Создание славянскими и финноязычными общностями объединения, пригласившего на княжение Рюрика, напоминает переход от сложного вождества к сверхсложному, включавшему несколько сложных.

## Письменные источники

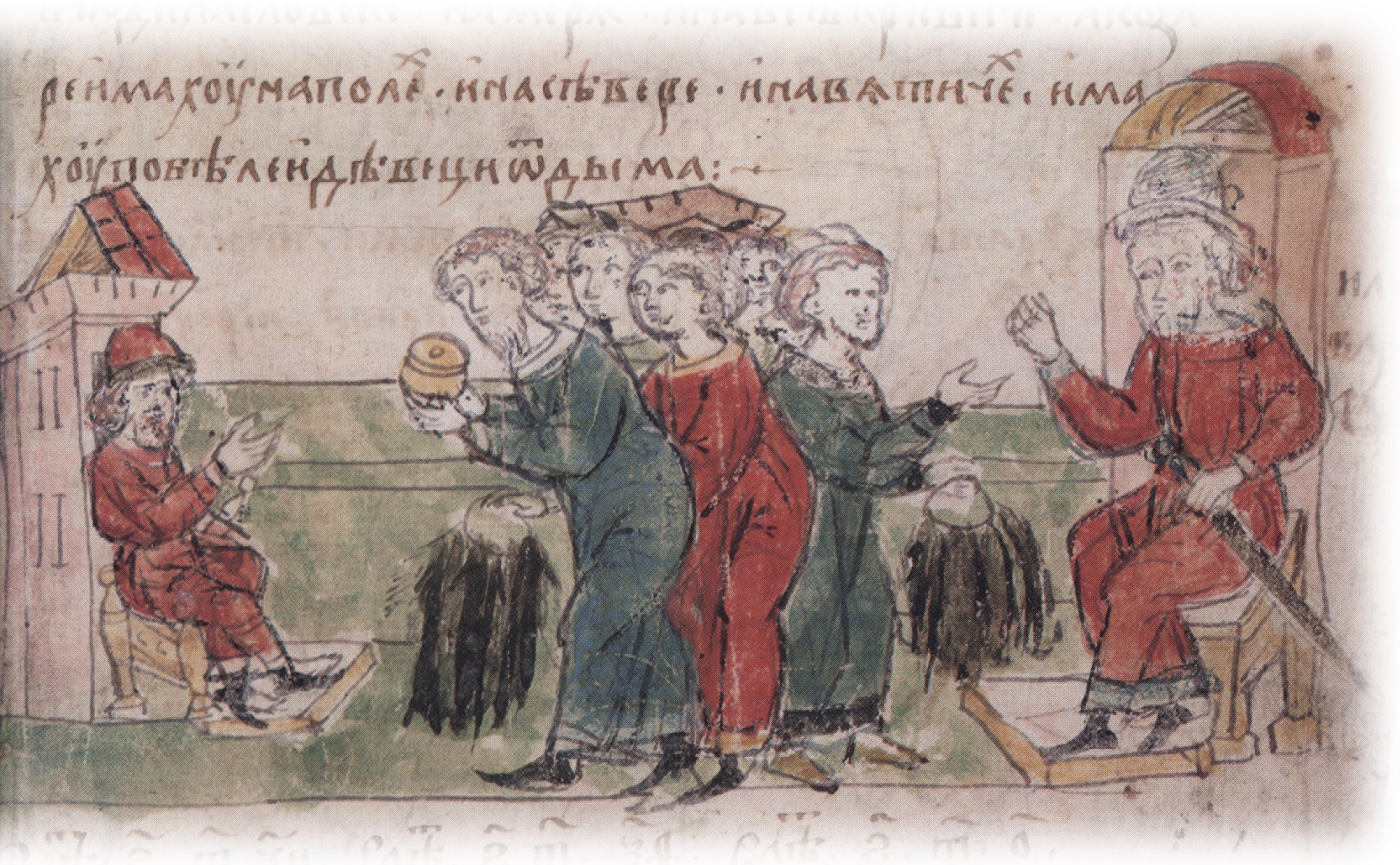
Плата дани словенами, кривичами, чудью и мерей варягам, полянами, северянами и вятичами — хазарам (859). Миниатюра из Радзивилловской летописи, конец XV века

Одним из аргументов, приводимым сторонниками гипотезы, в пользу существования данного союза, являются русские летописи. Сведения о конфедерации, предположительно, содержатся в основанном на устном предании сказании о призвании варягов, читающемся в «Повести временных лет» и в предшествующем ей летописном своде конца XI века, текст которого сохранился также в Новгородской первой летописи младшего извода.
Новгородская первая летопись младшего извода рассказывает о создании крупного межплеменного образования, возглавляемого старейшинами каждого из племён, для противостояния варягам:
В лѣто 6362 [854]. Въ времена же Кыева и Щека и Хорива новгородстии людие, рекомии Словени, и Кривици и Меря: Словенѣ свою волость имѣли, а Кривици свою, а Мере свою; кождо своимъ родомъ владяше; а Чюдь своимъ родом; и дань даяху Варягомъ от мужа по бѣлѣи вѣверици; а иже бяху у них, то ти насилье дѣяху Словеномъ, Кривичемъ и Мерямъ и Чюди. И въсташа Словенѣ и Кривици и Меря и Чюдь на Варягы, и изгнаша я за море; и начаша владѣти сами собѣ и городы ставити.
Впоследствии между племенами, составляющими гипотетический союз, началась междоусобная война, в целях прекращения которой было принято решение пригласить единого князя со стороны, которым и стал Рюрик.
И въсташа сами на ся воеватъ, и бысть межи ими рать велика и усобица, и въсташа град на град, и не бѣше в нихъ правды. И рѣша к себѣ: „князя поищемъ, иже бы владѣлъ нами и рядилъ ны по праву“. Идоша за море к Варягомъ и ркоша: „земля наша велика и обилна, а наряда у нас нѣту; да поидѣте к намъ княжить и владѣть нами“. Изъбрашася З брата с роды своими, и пояша со собою дружину многу и предивну, и приидоша к Новугороду. И сѣде старѣишии в Новѣгородѣ, бѣ имя ему Рюрикъ; а другыи сѣде на Бѣлѣозерѣ, Синеусъ; а третеи въ Изборьскѣ, имя ему Труворъ. И от тѣх Варягъ, находникъ тѣхъ, прозвашася Русь.
То, что внутри конфедерации, созданной для отпора общему противнику, начались конфликты интересов между старейшинами вскоре после того, как наступило мирное время, вполне соответствует реалиям того времени: такие исторические прецеденты зафиксированы и у балтийских славян, и у пруссов.
«Повесть временных лет» приводит сведения, близкие к Новгородской первой летописи, но сводит их не под одним 854 годом, а несколько растягивает во времени. Так, изгнание варягов датируется 859 годом, а начало правления Рюрика 862 годом. Помимо этого, среди племён, призвавших князя, вместо мерян называется весь:

В год 6367 (859). Варяги, приходя из-за моря, взимали дань с чуди, и со славян, и с мери, и с веси, и с кривичей… В год 6370 (862). И изгнали варягов за море, и не дали им дани, и начали сами собой владеть, и не было среди них правды, и встал род на род, и была у них усобица, и стали воевать друг с другом. И сказали: «Поищем сами себе князя, который бы владел нами и рядил по ряду и по закону». Пошли за море к варягам, к руси. Те варяги назывались русью, как другие называются шведы, а иные — норманны и англы, а еще иные готы — вот так и эти. Сказали руси чудь, славяне, кривичи и весь: «Земля наша велика и обильна, а порядка в ней нет. Приходите княжить и владеть нами». И избрались трое братьев со своими родами, и взяли с собой всю русь, и пришли прежде всего к славянам. И поставили город Ладогу. И сел старший, Рюрик, в Ладоге, а другой — Синеус, — на Белом озере, а третий, Трувор, — в Изборске. И от тех варягов прозвалась Русская земля
Оригинальный текст (церк.-сл.)В лѣто 6367. Имаху дань варязи, приходяще изъ заморья, на чюди, и на словѣнехъ, и на меряхъ и на всѣхъ, кривичахъ… В лѣто 6370. И изгнаша варягы за море, и не даша имъ дани, и почаша сами в собѣ володѣти. И не бѣ в нихъ правды, и въста родъ на род, и быша усобицѣ в них, и воевати сами на ся почаша. И ркоша: «Поищемъ сами в собѣ князя, иже бы володѣлъ нами и рядилъ по ряду, по праву.» Идоша за море к варягом, к руси. Сице бо звахуть ты варягы русь, яко се друзии зовутся свее, друзии же урмани, аньгляне, инѣи и готе, тако и си.[58] Ркоша руси чюдь, словенѣ, кривичи и вся: «Земля наша велика и обилна, а наряда въ ней нѣтъ. Да поидете княжить и володѣть нами». И изъбрашася трие брата с роды своими, и пояша по собѣ всю русь, и придоша къ словѣномъ пѣрвѣе. И срубиша город Ладогу. И сѣде старѣйший в Ладозѣ Рюрикъ, а другий, Синеусъ на Бѣлѣ озерѣ, а третѣй Труворъ въ Изборьсцѣ.[59] И от тѣхъ варягъ прозвася Руская земля.

В. С. Покровский связывал Северную конфедерацию племён со «Славией» таких арабских авторов, как Истахри, Ибн-Хаукаль, Абу Зайд аль-Балхи и проводил реконструкции некоторых временных отрезков её истории.
Мне кажется, это место следует сопоставить с материалами русской летописи. Согласно ей, до захвата Киева Олегом и перенесении туда резиденции главным городом русов был Новгород или точнее город, ему предшествовавший. Это и зарегистрировали арабские осведомители того времени, назвавшие русов ас-Славийя высшими и главными для того времени (850—880-е годы).
«Житие святого Ансгария» сообщает о том, что в 852 году правитель Швеции Анунд Уппсальский совершил нападение на Бирку и захватил его, после чего, для защиты города от разграбления, направил войско в некий славянский город. На основании этой информации было выдвинуто несколько гипотез, одна из которых была предложена Г. Ловмянским — он высказал идею, что этим городом мог быть Новгород, но более вероятным считал западнославянский Волин.

## Приход славянских племён

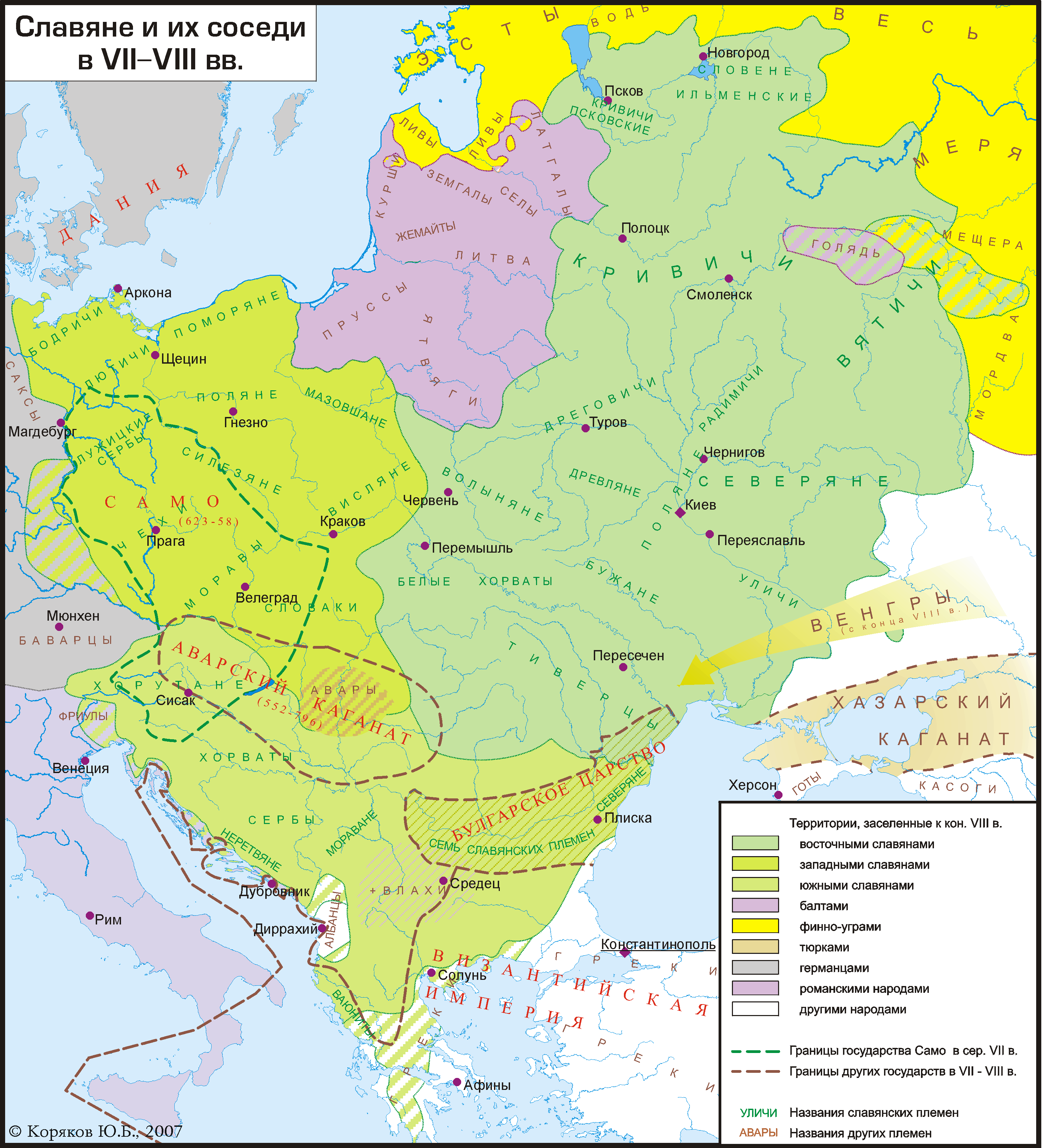
Племена Восточной Европы в VII—VIII веках н. э.

Согласно научным данным последних десятилетий, такие восточнославянские племена Севера, как словене и кривичи, на первых этапах своего становления существовали отдельно от восточнославянских племён Юга.
Кроме того, ряд лингвистов, историков, антропологов и археологов, таких как М. Т. Каченовский, А. А. Котляревский, С. А. Гедеонов, И. Е. Забелин, Н. М. Петровский, а также А. И. Соболевский и А. А. Шахматов, высказывались в пользу того, что эти племена происходят от общего корня со славянскими племенами Балтики — поморянами и полабами.
Их переселение на северные территории Восточно-Европейской равнины, по мнению В. В. Седова, произошло в конце IV—V столетиях. В результате этого, возникли археологические культуры, не связанные с предшествующими культурами этого региона:
- Культура псковских длинных курганов (культура новгородских сопок),
- Борщёвская культура
- Культура смоленско-полоцких длинных курганов

## Историография
Историк Г. В. Вернадский считал Северную конфедерацию племён неким подразделением Русского каганата, а её центром, как и А. А. Шахматов и С. Ф. Платонов, он называл Старую Руссу.
В. Т. Пашуто и И. П. Шаскольский описывали её как территориально-политическое предгосударственное образование («союз племен» или «союз племенных княжений»), которое возглавлялось нобилитетом входивших в её состав племен и возникло в условиях борьбы с «северной опасностью» — набегами скандинавов (варягов).
В. В. Седов считал, что более детальное изучение истории конфедерации невозможно без археологических исследований. Он предполагал, что становление конфедерации северно-славянских племён произошло где-то в 820—850 годы, так как именно с этим периодом, согласно археологическим данным, связан спокойный период истории этого края.
Неясен характер объединения — равноправный союз или иерархичный, возглавляемый со словенами, у которых позднее садится главный князь — Рюрик.
Новейшие археологические материалы не подтверждают предположение об угрозе со стороны отрядов скандинавов как основной причине формирования конфедерации. Следы борьбы местного населения со скандинавами практически не прослеживаются. Хотя в советской исторической науке первостепенное место в процессах образования государства отводилось внутреннему развитию общества, включая интенсивное производящее хозяйство, однако ни один из исследователей северной конфедерации не обосновывал возникновение здесь очага государственности успехами экономического развития. Местное финское население не использовало производящего хозяйства, которое было принесено в ходе славянской колонизации незадолго до возникновения конфедерации. Природные особенности региона, в том числе климат, сильная лесистость, малый объём плодородных почв не способствовали интенсивному развитию земледелия.
Единственным крупномасштабным явлением в данном регионе, синхронным названному процессу, было формирование торгового пути, соединившего Балтику с Поволжьем, Булгарией, Хазарией и Арабским халифатом через Неву, Ладогу и Волгу, что прослеживается прежде всего по распространению арабского серебра. Балтийско-Волжский торговый путь возник как продолжение на восток сложившейся к середине I тысячелетия н. э. системы торговых коммуникаций, связывавшей центральноевропейский, североморский и балтийский регионы. К VI—VII векам балтийский участок пути достиг Свеаланда. К середине VIII века этот торговый маршрут уже оканчивался Ладогой. Возникновение на протяжении IX века на территории до Волги торгово-ремесленных поселений и военных стоянок, где повсеместно фиксируется скандинавский этнический компонент, свидетельствует о продлении торгового маршрута и его выходе к Булгарии. Поселения IX века, носящие в археологи названия «Рюриково» Городище, Крутик у Белоозера, Сарское городище, позднее — древнейшие поселения во Пскове, Холопий городок на Волхове, Петровское, Тимерёво и др. — располагались на торговой магистрали или её ответвлениях. Рядом исследователей отмечались роль Балтийско-Волжского пути как трансъевропейской магистрали и его значение для экономического развития Восточной Европы и Скандинавии. Вдоль торговой магистрали вырастали поселения, обслуживавшие торговцев, пункты, контролировавшие опасные участки пути, возникали места для торговли с местным населением (ярмарки). Местные товары включали пушного зверя и продукты лесных промыслов, мёд, воск и др. Окружающая территория вовлекалась в торговлю и обслуживание торгового маршрута, племенная знать контролировала эту деятельность, в результате чего возрастала социальная стратификация. Потребность в местных товарах для их реализации в торговых пунктах усиливала роль даней. Увеличение объёма собираемых даней имело следствием усложнение потестарных структур и усиление центральной власти.

## Состав конфедерации
Состав объединения неясен. Большинство исследователей включает в состав конфедерации все пять племён, названных в летописном рассказе об изгнании и призвании варягов. По мнению В. В. Седова, в её состав входили только словене, кривичи и меря. Финно-угорское племя чудь, по Седову, принимало участие в торговой деятельности конфедерации. Историк А. А. Шахматов считал, что появление племени чудь в летописи является поздней вставкой.
В. Л. Янин и М. Х. Алешковский высказывали мнение, что речь идёт лишь о жителях трёх разноэтничных посёлков на месте будущего Новгорода. Если речь идёт о всех словенах, неясно, кем были другие участники объединения. Кривичи могли быть как всеми носителями данного этнонима, жителями масштабной территории верховий Западной Двины, Волги и Днепра, так и только псковской частью кривичей или кривичской группировкой на территории словен (Д. А. Мачинский). Согласно Начальному своду в финноязычную общность в составе объединения входила меря, то есть жители Верхнего Поволжья; по «Повести временных лет» — также чудь. Чудью могли называться разные финноязычные общности; могли иметься ввиду в виду предки эстонцев или финноязычная общность с территории будущей Новгородской земли.

## Племенные центры

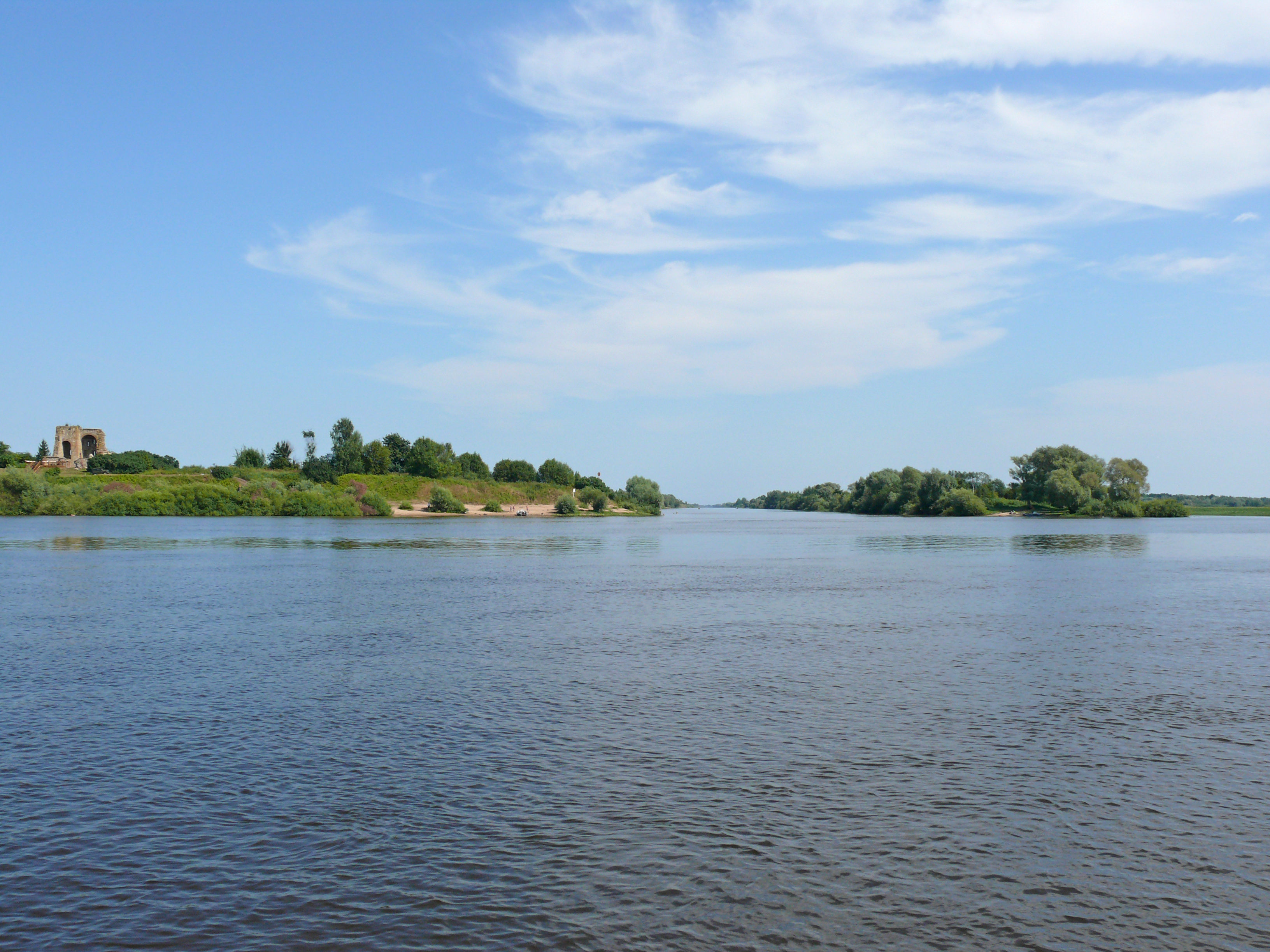
Рюриково городище

Специалисты считают, что Новгородское городище было административным центром словен, Сарское и Тимерево были административными центрами мерян, а Изборск, Псков и Полоцк — племенными центрами кривичей.
В качестве главного административного центра, куда впоследствии и должен был быть приглашен Рюрик, летописи называют Ладогу и Новгород, но археологические материалы указывают на то, что поселение в Новгороде появилось лишь во второй половине 900-х годов. По мнению ряда историков, летописи переносят название современного им города Новгорода на более древний населенный пункт, которым было Городище. Гипотетически это поселение могло носить название Холм-город (др.-рус. Хълмъ-городъ), что отражено в древнескандинавской форме Hólmgarðr. Также не исключён и вариант того, что имелся в виду Холм — район Новгорода на Юге Славенского конца, упоминаемый в летописях.
Радиоуглеродные анализы говорят о том, что Городище существовало, как минимум, уже в конце 700-х годов, а судя по датировке времени, когда был вырыт ров, дату основания поселения следует сдвинуть к началу 700-х.

## Главы конфедерации
Доподлинно неизвестны имена кого-либо из старейшин конфедерации, но если Гостомысл являлся не легендарным персонажем, а реальным историческим лицом, то он, по мнению историков, мог быть одним из правителей данного политического образования.

## Критика
Некоторые учёные считают некорректным употребление современных терминов в отношении древних политических образований.